# Henry John Chetwynd-Talbot
Pour les articles homonymes, voir Chetwynd (homonymie).
Henry John Chetwynd-Talbot (8 novembre 1803 – 4 juin 1868), 18e comte de Shrewsbury, 3e comte Talbot et 18e comte de Waterford, est un amiral et homme politique tory britannique, membre du Privy Council et compagnon de l'Ordre du Bain.

## Biographie
Il est le second fils, mais le seul survivant de Charles Chetwynd-Talbot (2e comte Talbot) et de son épouse Frances Thomasine Lambert. À la suite de la mort de son frère aîné en 1826, il porte le titre de courtoisie de vicomte Ingestre. Il succède à son père au titre de comte Talbot en 1849. Après un long et coûteux procès à la Chambre des lords, il obtient de succéder à Bertram Talbot († 1856), un lointain cousin, dans ses titres (et des terres afférentes) de 18e comte de Shrewsbury et 18e comte de Waterford.
Shrewsbury entre dans la Royal Navy en 1817. Il commande la HMS Philomel pendant la bataille de Navarin. Il est promu capitaine de vaisseau à la suite de ses actions lors de cette bataille. Il devient contre-amiral en 1854, vice-amiral et amiral en 1865. 
Il est élu à la Chambre des communes pour la circonscription de Staffordshire South en 1837. Il conserve ce siège jusqu'à son entrée à la Chambre des lords en 1849. Il y est de plus Lord-in-waiting (whip gouvernemental) à partir de 1852 puis Captain of the Honourable Corps of Gentlemen-at-Arms (chef des whips gouvernementaux) en 1858 et 1859. En 1858, il est admis au conseil privé.
Il épouse lady Sarah Elizabeth, fille d'Henry Beresford, 2e marquis de Waterford, en 1828. Ils ont quatre fils et quatre filles. Son aîné, Charles lui succède. Son second fils (Walter Cecil Carpenter) devient amiral et Membre du Parlement à son tour. Son troisième fils (sir Reginald Talbot) devient soldat, homme politique et gouverneur du Victoria.